# Bruno Salomone
Pour les articles homonymes, voir Salomone.
Ne doit pas être confondu avec Bruno Salamone.
Bruno Salomone, né le 13 juillet 1970 à Villeneuve-Saint-Georges (Val-de-Marne), est un humoriste et acteur français. Il est également actif dans le milieu du doublage.

## Biographie

### Jeunesse et débuts
Enfant unique, Bruno Salomone passe son enfance à Marseille où sa mère, flamande, est couturière et son père, sicilien, est plombier, avant que sa famille ne s'installe à Villeneuve-Saint-Georges (Val-de-Marne).
Au milieu des années 1990, après avoir obtenu un Bac C au lycée Georges-Brassens de Villeneuve-le-Roi, il se rend compte qu'il n'est pas suffisamment bon élève pour devenir vétérinaire. Il commence à écrire des sketches qu'il joue dans de petites salles de café-théâtre tout en enfilant le costume de Dingo chez Euro Disney pendant deux ans,. En 1995, il participe à une VHS promotionnelle sur la sortie de la PlayStation.
En 1996, il accède à la notoriété, grâce à un humour jouant sur les codes de l'absurde, en remportant le télé-crochet Graines de star diffusé sur M6.

### Carrière
En 1998, Bruno Salomone se produit régulièrement au café-théâtre Le Carré Blanc et devient l'un des membres de la troupe Nous Ç Nous, avec notamment Éric Collado, Emmanuel Joucla, Éric Massot et Jean Dujardin, qui fera les beaux jours de l'émission de Patrick Sébastien, Fiesta, sur France 2. Avec Dujardin, il participe à l'émission Farce Attaque sur France 2, puis entame une carrière solo au début des années 2000.
En 2000, il joue dans son premier one-man-show, N'est pas cochon d'Inde qui veut, suivi en 2003 de Bruno Salomone au Bataclan. Il poursuit également une carrière de comédien à la télévision (il est aussi la voix off du jeu Burger Quiz présenté par Alain Chabat sur Canal+, et plus tard sur TMC) et fait ses débuts au cinéma dans Gamer (2001) aux côtés de Saïd Taghmaoui.
En 2004, il retrouve Jean Dujardin et Éric Collado au cinéma pour la comédie Brice de Nice, lancée à la suite du succès télévisuel de Dujardin dans Un gars, une fille.
En 2005, il fait un passage dans la 2ème saison de la série Kaamelott en tant que romain fidèle à César, rôle qu'il reprendra en 2009.
En 2006, il joue dans le téléfilm familial Au secours, les enfants reviennent !, de Thierry Binisti. À partir de 2007, il prête ses traits à l'un des personnages principaux de la série de France 2 Fais pas ci, fais pas ça, Denis Bouley, un père de famille recomposée tendre et attachant, aux côtés d'Isabelle Gélinas. La série connait un large succès critique puis commercial. Le succès du programme lui permet de faire des choix à long terme.

### Diversification et retour sur scène

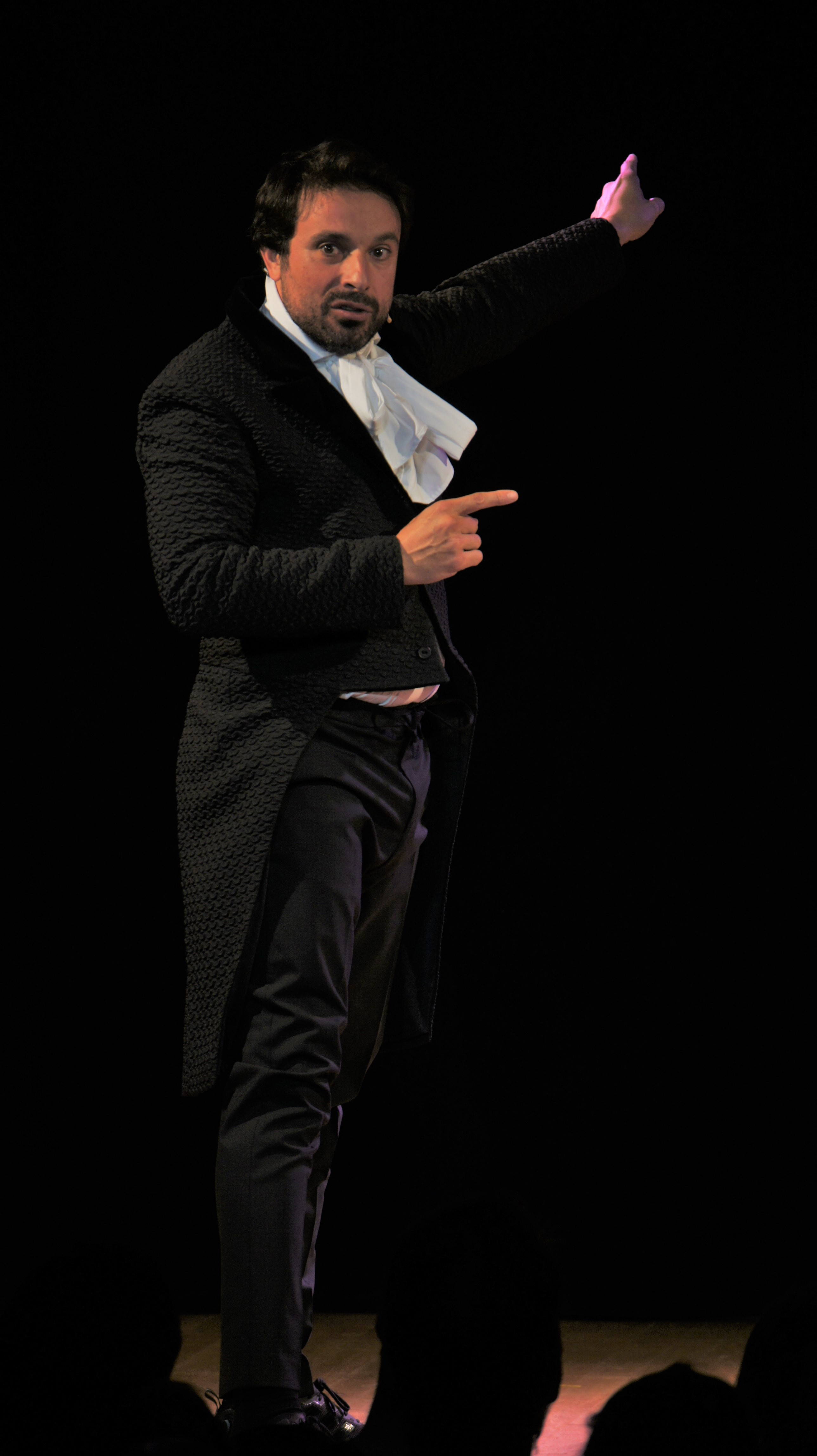
Bruno Salomone en rodage de son troisième spectacle, Euphorique, en 2016.

En 2008, Bruno Salomone joue dans la comédie romantique État de manque de Claude d'Anna, diffusée sur France 2. En 2009, il participe au téléfilm Le temps est à l'orage de Joyce Buñuel, avec Pierre Mondy (TF1). En 2010, il est à l'affiche du téléfilm Big Jim de Christian Merret-Palmair. La même année, il joue avec Julie Gayet  dans Famille décomposée, téléfilm de Claude d'Anna (France 3).[réf. souhaitée]
En 2011, il est le héros de la mini-série de M6 La Pire Semaine de ma vie, de Frédéric Auburtin.[réf. souhaitée]
En 2013, il joue le rôle-titre du téléfilm Lanester, premier chapitre d'une collection de polars initiée par Franck Mancuso pour France 2. Il fait également partie du casting réuni par Jean Dujardin pour son émission à sketches Le Débarquement diffusé sur Canal+.[réf. souhaitée]
En 2015, il joue dans la mini-série Le Secret d'Élise d'Alexandre Laurent (TF1), puis en 2016 dans le téléfilm Meurtres à l'île de Ré, diffusé sur France 3.[réf. souhaitée]
Il apparaît au théâtre en 2013 dans Mélodrame(s) de Gabor Rassov à La Pépinière-Théâtre, et en 2015 dans Un petit jeu sans conséquence de Jean Dell et Gérald Sibleyras au Théâtre de Paris.
En 2016, il revient seul sur scène pour un nouveau spectacle, Euphorique. La même année, il participe au cinéma à Brice 3, la suite de Brice de Nice, où il retrouve Jean Dujardin.
En 2024, il figure dans le jury de la septième édition du Festival Films courts de Dinan, sous la présidence de Patrice Leconte.
Fin 2024, il incarne un animateur cynique star d'une chaîne d'information en continu dans la série Enjoy ! sur France.tv Slash. Sa performance est saluée par la presse.

## Filmographie

### Cinéma
- 2001 : Gamer de Patrick Levy : Rico
- 2004 : Le Carton de Charles Nemes : Vincent
- 2005 : Brice de Nice de James Huth : Igor d'Hossegor
- 2007 : Hellphone de James Huth : Hervé Temmam
- 2007 : Cherche fiancé tous frais payés d'Aline Issermann : Yann / Manuel
- 2007 : La Maison de Manuel Poirier : Rémi
- 2008 : Fool Moon de Jérôme L'Hotsky : Jean-Pascal
- 2012 : La Clinique de l'amour d'Artus de Penguern : Michael Marshal
- 2012 : Les Vacances de Ducobu de Philippe de Chauveron : Esteban
- 2013 : Blanche-Nuit de Fabrice Sebille : le cow-boy
- 2014 : Goal of the Dead de Benjamin Rocher et Thierry Poiraud : Marc, l'agent d'Idriss
- 2015 : Sharknado 3: Oh Hell No! d'Anthony C. Ferrante : Major René Joubert
- 2016 : Brice 3 de James Huth : Igor d'Hossegor
- 2016 : Tamara d'Alexandre Castagnetti : Philippe-André, le papa de Tamara
- 2018 : Tamara Vol.2 d'Alexandre Castagnetti : Philippe-André, le papa de Tamara
- 2019 : Beaux-parents d'Hector Cabello Reyes : Hervé Fleury
- 2019 : Ma famille et le loup d'Adrián García : Léon
- 2020 : Madeleine Collins d'Antoine Barraud : Melvil
- 2023 : Brillantes de Sylvie Gautier : Bruno
- 2025 : Dans l'ombre de Marlow de Aurélien Harzoune et Bertrand Mineur : Le père

### Télévision
- 1996-2000 : Le Carré Blanc / Nous Ç Nous
- 1998 : Farce Attaque
- 2002 : Caméra café : Cyril Louvier[10], Jérôme Chopinot[11] (2 épisodes)
- 2005 : Clara Sheller de Nicolas Mercier : David
- 2005 : Un coin d'Azur de Heikki Arekallio : Félix
- 2005 : La Famille Zappon d'Amar Arhab et Fabrice Michelin : M. Fester
- 2005-2009 : Ça cartoon : Alfred le busard (1re voix)
- 2005-2009 :  Kaamelott d'Alexandre Astier : Caius Camillus
- 2006 : Au secours, les enfants reviennent ! de Thierry Binisti : Thomas Brival
- 2007-2017 : Fais pas ci, fais pas ça : Denis Bouley (9 saisons)
- 2008 : État de manque de Claude d'Anna : Aurélien Rinauro
- 2009 : Le temps est à l'orage de Joyce Buñuel : Paul
- 2009 : Big Jim de Christian Merret-Palmair : Alexandre
- 2010 : Famille décomposée de Claude d'Anna : Léo
- 2011 : La Pire Semaine de ma vie de Frédéric Auburtin : Stéphane
- 2012 : Bref. (épisode 53 : Y'a des gens qui m'énervent)
- 2013 : Lanester de Franck Mancuso : Xavier Lanester
- 2013 : Le Débarquement
- 2015 : Le Secret d'Élise d'Alexandre Laurent : Philippe Marsy
- 2015 : La Petite Histoire de France (série W9, invité)
- 2016 : Meurtres à l'île de Ré : Vincent Pelletier
- 2017 : Bienvenue à Nimbao de Philippe Lefebvre : Daniel
- 2017 : Mention particulière de Christophe Campos : Jérôme, le père de Laura
- 2019 : Une mort sans importance de Christian Bonnet : Alain Quémeneur
- 2019 : Crimes parfaits : Daniel (épisode Comme un froid entre nous)
- 2020 : Fais pas ci, fais pas ça : Y aura-t-il Noël à Noël ? de Michel Leclerc : Denis Bouley
- 2021 : Mention particulière : Bienvenue dans l'âge adulte de Cyril Gelblat : Jérôme
- 2021 : Harcelés d'Olivier Barma : Eric Vallorca
- 2022 : Dans l'ombre des dunes de Philippe Dajoux : Becker
- 2022 : Boomerang de Christian François : Quentin
- 2023 : Lycée Toulouse-Lautrec de Nicolas Cuche et Stéphanie Murat : Dr Ramzilag
- 2023 : Les Randonneuses : Xavier
- 2024 : Enjoy ! de Lionel Meta : Paul Parsone
- 2024 : Père Noël à domicile de Manu Joucla : Arnaud
- 2024 : Fais pas ci, fais pas ça : On va marcher sur la Lune d'Alexandre Castagnetti : Denis Bouley
- 2025 : A Priori de David Chamak et Olivier Chapelle : Victor Montagnac

### Doublage

#### Cinéma et télévision
- 2004 : Les Indestructibles de Brad Bird : Syndrome
- 2006 : Lucas, fourmi malgré lui de John A. Davis : Zoc
- 2007 : Cendrillon et le Prince (pas trop) charmant de Paul J. Bolger : Rick
- 2009 : Lucky Luke de James Huth : Jolly Jumper
- 2010 : Une vie de chat d'Alain Gagnol et Jean-Loup Felicioli : Nico
- 2010 : Légion de Scott Stewart : l'archange Gabriel
- 2010 : L'Apprenti Père Noël de Luc Vinciguerra : Les anciens Pères Noël et le père de Félix
- 2011 : Un monstre à Paris de Bibo Bergeron : Albert
- 2014 : Vampires en toute intimité de Taika Waititi : Cori Gonzales-Macuer : Nick (JC en VF)
- 2015 : Le Frigo de Romain Gadiou et Sébastien Tiquet : Bono
- 2015 : Gus : Karl / le Hibou
- 2018 :  Un incroyable show de Manu Joucla : Sam (téléfilm)
- 2022 : Tic et Tac, les rangers du risque : Cool Pete (Will Arnett) (voix)

#### Webséries
- 2016 : Coquilles de Tom Roginski et Christophe Lemoine (Studio 4) : Harvey
- 2019 : Roman FOTO de Benoit Blanc et Matthias Girbig : le narrateur

#### Voix off
- 2002 : Burger Quiz (jeu télévisé)
- 2015 : Le Plus Beau Pays du monde opus 2 (documentaire, France 2)
- 2018-2020 : Burger Quiz (jeu télévisé)
- 2022 : doublage dans la saison 2 de la version française de Battlebots sur Gulli (Faruq)
- 2023 : doublage dans la saison 3 de la version française de Battlebots sur Gulli (Faruq)
- 2024 : doublage dans la saison 4 de la version française de Battlebots sur Gulli (Faruq)

#### Publicité
- 1998 : Quick - Nous Ç Nous (thème Les Simpson)

## Théâtre

### Spectacles humoristiques
- 2000 : N'est pas cochon d'Inde qui veut
- 2003 : Bruno Salomone au Bataclan
- 2016 : Euphorique
- 2019 : Le Show du futur[12]

### Pièces de théâtre
- 2013 : Mélodrame(s) de Gabor Rassov, mise en scène de Pierre Pradinas, La Pépinière-Théâtre
- 2015 : Un petit jeu sans conséquence de Jean Dell et Gérald Sibleyras, mise en scène Ladislas Chollat, Théâtre de Paris
- 2022 : Au scalpel d'Antoine Rault, mise en scène Thierry Harcourt, Théâtre des Gémeaux (Festival off d'Avignon) puis théâtre des Variétés

## Publications
- Un, dos, tres, je déstresse, Le Cherche Midi, 2012, 196 p.  (ISBN 978-2749127804)
- Les Misophones, roman, Le Cherche Midi, 2019, 272 p.  (ISBN 978-2749160818)

Roman qui aborde le thème de la misophonie.